# 韓昌穀
韓昌穀（1620年—？），字仲戬，号禄宜。回族，山東禹城县人。明末进士，清朝初年官员。

## 生平
曾祖父韓仁忠；祖父韓继朗，兴县典史，父韓養醇，明天啟舉人，清初任衢州府知府。韓昌穀爲崇禎十六年（1643年）癸未科進士。次年，清兵入關歸順，同年授官山西太谷县知县。歷升兵部主事、员外郎，户部郎中，官至荆州府知府。

## 著作
韓昌穀工诗，有诗集《渡江草》。民国《禹城县志·艺文志》收其诗五首：《姑苏秋兴》、《兼山亭》、《苦蚊》、《中秋无月观梨园午灯次关六钤年兄》以及五律一首（题佚）。